# Roberto Deriu
Roberto Deriu (Nuoro, 1º giugno 1969) è un politico italiano.

## Biografia
Aderisce giovanissimo alla Democrazia Cristiana e, successivamente al Partito Popolare Italiano e alla Margherita. A seguito dello scioglimento di quest'ultima, nel 2007, aderisce al Partito Democratico di cui è stato Presidente dell'Assemblea Regionale della Sardegna.
Dal 2000 al 2005 ha ricoperto la carica di assessore alla cultura, turismo, sport e spettacolo del comune di Nuoro.

### Presidente della provincia di Nuoro
È stato eletto Presidente della provincia di Nuoro nel turno elettorale del 2005 (elezioni dell'8 e 9 maggio), raccogliendo il 60,6% dei voti in rappresentanza di una coalizione di centrosinistra. È stato riconfermato nelle elezioni amministrative 2010, nel turno di ballottaggio del 13 e 14 giugno.
Dal 2005 al 2006 vice presidente di Arco Latino e coordinatore per le province italiane. Dal 2007 al 2008 vice presidente e consigliere di amministrazione. Dal 2009 al 2010 consigliere di amministrazione e delegato di Arco Latino per i diritti dei minori in Europa. Dal 2011 al 2012 consigliere di amministrazione.
È stato sostenuto, in Consiglio Provinciale, da una maggioranza costituita da:
- Partito Democratico
- Partito Socialista Italiano
- Federazione della Sinistra
- Sinistra Ecologia e Libertà
- Italia dei Valori
- Provincia Civica
- Autonomia e Progresso

È stato riconfermato quale Presidente della Provincia di Nuoro per un secondo mandato nel turno di ballottaggio del 13 e 14 giugno 2010, sconfiggendo il suo avversario del centrodestra Luigi Crisponi con il 51,29% dei voti.
Ha promosso, nell'agosto del 2010, una serie di referendum regionali sulla modifica del sistema idrico in Sardegna, in particolare contro l'ambito unico di gestione dell'acqua e contro l'attuale gestore Abbanoa perché inefficiente.
Durante il mandato come Presidente della Provincia di Nuoro è stato altresì Presidente dell'Unione delle Province Sarde (UPS).
Il 21 novembre 2012 annuncia la sua volontà di concorrere alle elezioni primarie del centrosinistra per la Presidenza della Regione Sardegna in programma nel febbraio 2014. Il 29 settembre 2013 ottiene 3.911 voti alle elezioni primarie risultando il secondo nella provincia di Nuoro con il 34,7% e primo nel capoluogo con oltre il 45%.
A dicembre 2013 lascia la presidenza della Provincia di Nuoro per motivi personali, nominando vice presidente l'assessore Costantino Tidu.

### Consigliere regionale
Eletto consigliere regionale alle elezioni del 2014 con 2.727 preferenze, è stato nominato vice capo gruppo del Partito Democratico in aula e componente della I Commissione consiliare - Autonomia e ordinamento regionale.  Ha presieduto la Commissione Speciale per i problemi dell'Artigianato e del Commercio.
Il primo congresso dell’associazione Fantasia Politica lo ha eletto presidente dello stesso congresso. Il secondo congresso dell’Associazione lo ha confermato nell’incarico.
Riconfermato al consiglio regionale alle elezioni del 2019, ha aderito al gruppo consiliare di Liberi e Uguali, al solo scopo di consentirne la costituzione e rimanendo, dunque, esponente del PD.
Ha proposto come primo firmatario la costituzione della commissione speciale del Consiglio regionale sull’Insularità, presieduta dall’on. Michele Cossa.
Il 41mo Congresso del Partito Radicale Nonviolento Transnazionale e Transpartito lo ha eletto nel Consiglio generale del Partito.
Durante la dura campagna del governo giallo-verde contro Radio Radicale, ha svolto lo sciopero della fame e della sete, sino a che il Consiglio regionale della Sardegna non ha approvato senza voti contrari un ordine del giorno a difesa della Radio.
Il 19 giugno 2021 ha assunto l’incarico di responsabile per gli Enti Locali dell’associazione People, presieduto dalla sen. Franca Biondelli.
È membro dell’associazione Antichi Agostini del Collegio Augustinianum dell’Università Cattolica di Milano.
Da marzo 2023 fa parte dell'assemblea nazionale del Partito Democratico, è anche membro della Segreteria regionale con delega agli enti locali.

## Attività letteraria
Iscritto all'albo dei giornalisti della Sardegna, ha diretto la rivista politica Chimera nonché autore di diversi libri:
- La Democrazia rapita (1998)
- Il gioco del silenzio - dalla politica alla preghiera e ritorno (2002)
- Smemoria (2003),
- Diario segreto (2004)
- Scacco matto - come governare bene e nonostante questo vincere le elezioni (2011)
- La Pantera di Bultei (2018)
- Il Ceto dei Coraggiosi. Artigiani e Commercianti in Sardegna (2018 a cura di Antonio Mura)
- L'Isola degli studenti.Una storia vera (2018 con Francesco Pitirra);
- Vincere in politica con la trattativa - Impara a trionfare in otto semplici mosse (2024)

Ha pubblicato sulle riviste scientifiche “Costituzione.info” e “Federalismi.it” articoli in materia parlamentare, costituzionale, amministrativa e storico-politica.